# Осторожно, спойлеры!
«Осторожно, спойлеры!» (англ. Spoiler Alert) — художественный фильм 2022 года американского режиссёра Майкла Шоуолтера, экранизация мемуаров Майкла Осиелло. Главные роли в нём сыграли Джим Парсонс и Бен Элдридж.

## Сюжет
В основу сценария легла книга американского журналиста Майкла Осиелло. Автор рассказывает о последнем годе жизни своего бойфренда, фотографа Кита Коувена, у которого диагностировали нейроэндокринный рак.

## В ролях
- Джим Парсонс — Майкл Осиелло
- Бен Элдридж — Кит Коувен
- Салли Филд — Мэрилин Коувен
- Билл Ирвин — Боб Коуэн
- Тара Саммерс — миссис Озиелло
- Энтони Поровски — Себастьян
- Никки М. Джеймс — Нина

## Создание и оценки
Работа над фильмом началась в декабре 2018 года, когда Джим Парсонс стал продюсером проекта и исполнителем главной роли; режиссёрское кресло тогда же занял Майкл Шоуолтер. В июле 2021 года к касту присоединился Бен Элдридж в роли Кита Коувена, в сентябре 2021 года Салли Филд получила роль Мэрилин Коувен (матери Кита). Съёмки проходили в Нью-Йорке.
2 декабря 2022 года состоялся ограниченный релиз, 9 декабря фильм вышел в театральный прокат в США. По сборам за первую неделю он занял 10-е место. На сайте-агрегаторе отзывов Rotten Tomatoes картина получила рейтинг 86% при средней оценке 6,8 из 10.